# Stenocercus erythrogaster
Stenocercus erythrogaster — вид ігуаноподібних ящірок родини Tropiduridae. Мешкає в Колумбії і Венесуелі.

## Поширення і екологія
Stenocercus erythrogaster поширені на півночі Колумбії, а також в штаті Сулія на крайньому заході Венесуели. Вони живуть в сухих тропічних лісах і чагарникових заростях, серед опалого листя. Зустрічаються на висоті від 50 до 1000 м над рівнем моря.